# Zhāzhūkeh
Zhāzhūkeh (persiska: ژاژوکه) är en ort i Iran.   Den ligger i provinsen Västazarbaijan, i den nordvästra delen av landet, 500 km väster om huvudstaden Teheran. Zhāzhūkeh ligger 1 607 meter över havet och antalet invånare är 159.
Terrängen runt Zhāzhūkeh är lite bergig. Runt Zhāzhūkeh är det ganska tätbefolkat, med 83 invånare per kvadratkilometer. Närmaste större samhälle är Banābād, 9,5 km norr om Zhāzhūkeh. Trakten runt Zhāzhūkeh består i huvudsak av gräsmarker.